# Gobiobotia kolleri
Gobiobotia kolleri is een straalvinnige vissensoort uit de familie van karpers (Cyprinidae). De wetenschappelijke naam van de soort is voor het eerst geldig gepubliceerd in 1966 door Banarescu & Nalbant.